# Flat Foot Stompers
Die Flat Foot Stompers spielten in der Zeit von 1974 bis 2011 im Großraum Stuttgart traditionellen Jazz im Stil von King Oliver, Bix Beiderbecke, Red Nichols und Louis Armstrong.

## Teilnahme an Jazzfestivals
Die Flat Foot Stompers waren regelmäßig auf Tournee in Deutschland, der Schweiz, Holland, England und Schottland. Sie nahmen an bedeutenden internationalen Jazz Festivals teil, z. B. 
- Jazz Festival in Edinburgh, im Rahmen des Edinburgh Festival Schottland 1988
- Dixieland Jubilee, Sacramento, Kalifornien 1984, 1987, 2002
- Classic Jazz Festival in Los Angeles, Kalifornien 1990, 1993
- International Dixieland Festival in Dresden 1989, 2008
- Jazz Festival in Munster, Frankreich 2007

Es gibt mehrere Alben von den Flatfoot Stompers, von denen die bei Timeless Records verlegte CD Flat Foot Stompers and Friends noch im Handel erhältlich ist.

## Die Musiker
Dies ist die letzte Formation der Band: Peter Bühr (Klarinette, Saxophon, Moderation), Ernst Eckstein (Cornet), Wolfram Grotz (Piano), Jochen Lamparter (Banjo und Gesang), Will Lindfors (Drums), Roland Müller (Posaune und Gesang), Uli Reichle (Tuba).
Bekannte Jazzmusiker, die zusammen mit den Flat Foot Stompers aufgetreten sind, waren Wild Bill Davison, Peanuts Hucko, Bob Haggart (2001) und The World’s Greatest Jazz Band (1985).

## Trennung 2011
Die Musiker der Flat Foot Stompers trennten sich 2011 und gründeten zwei neue Oldtime-Jazz-Gruppen, die in der Folge unter den Namen SunnySideUp Jazzfellows und Peter Bühr and his Flat Foot Stompers auftraten.